# شیپیندو، آنگولا
شیپیندو (به انگلیسی: Chipindo) شهری در استان هوییلا واقع در کشور آنگولا است که در سال ۲۰۰۹ میلادی ۱۳٬۷۲۳ نفر جمعیت داشته است.